# Flottringen
Flottringen är en sjö i Bräcke kommun i Jämtland och ingår i Ljungans huvudavrinningsområde. Sjön har en area på 2,27 kvadratkilometer och ligger 312,1 meter över havet. Sjön avvattnas av vattendraget Dysjöån.

## Delavrinningsområde
Flottringen ingår i det delavrinningsområde (694936-148315) som SMHI kallar för Utloppet av Flottringen. Medelhöjden är 387 meter över havet och ytan är 13,32 kvadratkilometer. Räknas de 3 avrinningsområdena uppströms in blir den ackumulerade arean 31,44 kvadratkilometer. Dysjöån som avvattnar avrinningsområdet har biflödesordning 2, vilket innebär att vattnet flödar genom totalt 2 vattendrag innan det når havet efter 133 kilometer. Avrinningsområdet består mestadels av skog (78 procent). Avrinningsområdet har 2,32 kvadratkilometer vattenytor vilket ger det en sjöprocent på 17,4 procent.